# Danh sách công nghệ mới nổi
Công nghệ mới nổi là những cải tiến về kỹ thuật đại diện cho sự phát triển cấp tiến trong một lĩnh vực theo lợi thế cạnh tranh.

## Nông nghiệp
| Tên công nghệ         | Trạng thái                                     | Công nghệ có khả năng bị ảnh hưởng | Ứng dụng tiềm năng                                      | Ghi chú |
| --------------------- | ---------------------------------------------- | ---------------------------------- | ------------------------------------------------------- | ------- |
| Hệ sinh thái khép kín | Nghiên cứu và phát triển                       | Khoa học nông nghiệp               | Nông nghiệp và không gian vũ trụ                        |         |
| Robot nông nghiệp     | Nghiên cứu và phát triển, các dự án thử nghiệm |                                    |                                                         |         |
| Thịt trong ống nghiệm | Nghiên cứu và phát triển                       | Chăn nuôi gia súc, đánh cá         | Nhân đạo, tài nguyên hiệu quả, thịt khỏe mạnh và rẻ hơn |         |

## Xây dựng
| Tên công nghệ    | Trạng thái                             | Công nghệ có khả năng bị ảnh hưởng | Ứng dụng tiềm năng | Ghi chú |
| ---------------- | -------------------------------------- | ---------------------------------- | --- | ------- |
| In ấn 3D         | Sản xuất, thương mại hóa               |                                    | Tạo mẫu nhanh chóng và sản xuất vật liệu rẻ hơn, tạo ra các sản phẩm trong lĩnh vực Điện tử, Robot, Vũ trụ, máy tính, nông nghiệp, ô tô,... |         |
| Xây dựng (In 3D) | Nghiên cứu, phát triển, thương mại hóa |                                    | |         |

## Y học
| Tên công nghệ    | Trạng thái                        | Công nghệ có khả năng bị ảnh hưởng                    | Ứng dụng tiềm năng          | Ghi chú |
| ---------------- | --------------------------------- | ----------------------------------------------------- | --------------------------- | ------- |
| Cuộc sống bất tử | Nghiên cứu, thí nghiệm ở động vật | Điều trị hiện tại đối với các bệnh liên quan đến tuổi | Tăng tuổi thọ               |         |
| Công nghệ nano   | Nghiên cứu, phát triển            |                                                       | Y học, Điện tử, May mặc,... |         |
| Robot phẫu thuật | Nghiên cứu, phổ biến              | Thay thế con người                                    | Chính xác, an toàn hơn      |         |
| Tử cung nhân tạo | Giả thiết, nghiên cứu             |                                                       |                             |         |

## Kiến trúc
| Tên công nghệ | Trạng thái      | Công nghệ có khả năng bị ảnh hưởng | Ứng dụng tiềm năng                                           | Ghi chú |
| ------------- | --------------- | ---------------------------------- | ------------------------------------------------------------ | ------- |
| Thành phố vòm | Đang phát triển |                                    | Thời tiết-kiểm soát thành phố, thực dân của các cơ quan khác |         |

## CNTT và truyền thông
| Tên công nghệ           | Trạng thái                        | Công nghệ có khả năng bị ảnh hưởng                     | Ứng dụng tiềm năng | Ghi chú |
| ----------------------- | --------------------------------- | ------------------------------------------------------ | --- | ------- |
| 4G truyền thông di động | Phát triển                        | Băng thông rộng, 2G, 3G                                | Điện thoại, Máy tính, Các thiết bị thông minh |         |
| 5G truyền thông di động | Nghiên cứu                        | Băng thông rộng, 2G, 3G                                | Điện thoại, Máy tính, Các thiết bị thông minh |         |
| Bộ não nhân tạo         | Nghiên cứu                        |                                                        | Điều trị các bệnh về thần kinh, trí tuệ nhân tạo |         |
| Máy tính quang học      | Giả thiết, thí nghiệm;            | Nhiều thiết bị điện tử thiết bị, mạch tích hợp         | Nhỏ hơn, nhanh hơn, tiêu thụ điện năng thấp hơn máy tính |         |
| Máy tính lượng tử       | Giả thiết, thí nghiệm, thương mại | Máy tính điện tử, máy tính quang học, đồng hồ lượng tử | Tính toán nhanh hơn nhiều, đối với một số loại vấn đề, mô hình hóa học, vật liệu mới có tính năng lập trình, giả thiết của siêu dẫn nhiệt độ cao và siêu chảy |         |
| Mật mã lượng tử         | Thương mại hóa                    |                                                        | Thông tin liên lạc an toàn |         |
| Trí tuệ nhân tạo        | Giả thiết, nghiên cứu             | Trí tuệ của con người                                  | Robot, Các thiết bị thông minh |         |

## Hiển thị
| Tên công nghệ | Trạng thái                 | Công nghệ có khả năng bị ảnh hưởng | Ứng dụng tiềm năng | Ghi chú |
| ------------- | -------------------------- | ---------------------------------- | --- | ------- |
| Màn hình 3D   | Nghiên cứu, thương mại hóa | Công nghệ hiển thị khác            | Truyền hình, giao diện máy tính, rạp chiếu phim                                                                        |         |
| Thực tế ảo    | Nghiên cứu, thương mại hóa |                                    | Một môi trường nhân tạo, nơi người dùng cảm thấy giống như đắm mình vì họ thường cảm thấy sự đồng thuận trong thực tế. |         |

## Quân sự
| Tên công nghệ        | Trạng thái               | Công nghệ có khả năng bị ảnh hưởng | Ứng dụng tiềm năng | Ghi chú |
| -------------------- | ------------------------ | ---------------------------------- | ------------------ | ------- |
| Áo tàng hình         | Thí nghiệm thành công    | Ngụy trang                         |                    |         |
| Công nghệ tàng hình  | Nghiên cứu và phát triển | Ngụy trang                         |                    |         |
| Vũ khí phản vật chất | Giả định                 | Vũ khí hạt nhân                    |                    |         |

## Năng lượng
| Tên công nghệ           | Trạng thái                                                                                              | Công nghệ có khả năng bị ảnh hưởng                                 | Ứng dụng tiềm năng                                                                                   | Ghi chú |
| ----------------------- | --- | ------------------------------------------------------------------ | --- | ------- |
| Điện nhiệt hạch         | Giả thiết, thí nghiệm                                                                                   | Nhiên liệu hóa thạch                                               | Sản xuất điện, nhiệt                                                                                 |         |
| Điện không dây          | Thí nghiệm, phát triển                                                                                  | Dây điện, phích cắm, pin                                           | Thiết bị không dây được hỗ trợ: máy tính xách tay, điện thoại di động, xe điện                       |         |
| Nhiên liệu sinh học     | Nghiên cứu                                                                                              | Nhiên liệu hóa thạch                                               | |         |
| Nền kinh tế hydro       | Sự khuếch tán của các tế bào nhiên liệu hydro; Giả thiết, các thí nghiệm để sản xuất hydro chi phí thấp | Phương pháp lưu trữ năng lượng khác: hóa pin, nhiên liệu hóa thạch | Năng lượng lưu trữ                                                                                   |         |
| Quang hợp nhân tạo      | Nghiên cứu, thí nghiệm                                                                                  |                                                                    | Nâng cao quang hợp tự nhiên                                                                          |         |
| Turbine gió không khí   | Nghiên cứu                                                                                              | Nhiên liệu hóa thạch                                               | Sản xuất điện                                                                                        |         |
| Lò phản ứng (Thế hệ IV) | Nghiên cứu, thí nghiệm                                                                                  | Lò phản ứng điện hạt nhân truyền thống                             | Sản xuất điện, nhiệt, biến đổi của các kho dự trữ chất thải hạt nhân từ các lò phản ứng truyền thống |         |

## Giao thông vận tải
| Tên công nghệ    | Trạng thái                 | Công nghệ có khả năng bị ảnh hưởng | Ứng dụng tiềm năng                     | Ghi chú |
| ---------------- | -------------------------- | ---------------------------------- | -------------------------------------- | ------- |
| Động cơ ion      |                            |                                    |                                        |         |
| Thang máy vũ trụ | Nghiên cứu, phát triển     |                                    |                                        |         |
| Vận tải siêu âm  | Phát triển, thương mại hóa | Máy bay thông thường               | Tốc độ cao hơn                         |         |
| Xe bay           | Thương mại hóa             | Xe-máy, Tàu hỏa, Xe đạp            | Giao thông vận tải nhanh, hiệu quả hơn |         |

## Tự động hóa
| Tên công nghệ          | Trạng thái                 | Công nghệ có khả năng bị ảnh hưởng | Ứng dụng tiềm năng          | Ghi chú |
| ---------------------- | -------------------------- | ---------------------------------- | --------------------------- | ------- |
| Công nghệ nano phân tử | Giả thiết, thí nghiệm      |                                    |                             |         |
| Xe không người lái     | Phát triển, thương mại hóa | Xe có người lái                    | Cứu hộ, vận tải, quân sự... |         |